# 五百蔵俊彦
五百蔵 俊彦（いおろい としひこ、別表記 : 五百藏 俊彦、1946年または1947年 - ）は、日本の地方公務員。兵庫県理事、同出納長、同副知事を歴任。瑞宝中綬章受章。

## 人物・経歴
兵庫県庁入職。阪神・淡路大震災直後には総務部次長として復興事業需要額の算定に当たった。1998年4月 木村功の後任として総務部長、1999年4月 同職を金沢和夫と交代し宮崎秀紀の後任として知事公室長、企画管理部長、2001年4月 同職を金沢と交代し理事。同年9月 齋藤富雄の後任として出納長、2006年9月 武田政義を後任に出納長を辞職し藤本和弘の後任として兵庫県副知事就任。2009年3月 財団法人兵庫県自治協会を解散。2010年3月 金沢を後任として副知事を任期満了退任。県庁退職後、公益財団法人兵庫県園芸・公園協会会長。

## 栄典
- 2017年 春の叙勲で地方自治功労により瑞宝中綬章を受章[1]